# THE FRAME
「THE FRAME」（ザ・フレーム）は、日本の男性アイドルグループ『INI』の6枚目のシングル。2024年6月26日にLAPONEエンタテインメントから発売された。

## 概要
本作のキャッチコピーは「僕らを囲う“THE FRAME”を壊す」である。
リード曲「LOUD（ラウド)」は2024年6月17日にサブスクリプションサービスにおいて先行配信を開始した。21日にはテレビ朝日系の音楽番組『ミュージックステーション』で地上波初披露。

## 収録曲

### CD（全盤共通）
1. LOUD  (03:12)[12]
  - 作詞：HASEGAWA、DARLY、Ayano
  - 作曲：coldcow(1by1)、Minyoung Lee(1by1)、Yeul(1by1)、Alawn、Benji Bae、Ronnie Icon、Kyler Niko、Okhan Uenver
  - 編曲：1by1
  - 振付：
  - HASEGAWAは『HANA_花』『TAG』『TELEVISION』作詞を手がけている。
  - DARLY、Ayanoは『DILEMMA』『SPECTRA』作詞を手がけている。
  - coldcow(1by1)、Minyoung Lee(1by1)、Ronnie Icon、Kyler Nikoは『TAG』『MORE』作曲を手がけている。
  - Yeul(1by1)は『MORE』作曲を手がけている。
  - Alawn、Benji Baeは『DROP』『TAG』『MORE』作曲を手がけている。
2. Walkie Talkie (03:04)[12]
  - 作詞：NISHI HIROTO、Toru Ishikawa
  - 作曲：STAINBOYS(Room01)、Andreas Ohrn、NISHI HIROTO
  - 編曲：STAINBOYS(Room01)
  - 振付：
  - NISHI HIROTOはINIのメンバー・西洸人。これまでに『How are you』『SPECTRA』『DROP』『LEGIT』作詞を手がけているが、作曲は今作が初挑戦。
  - Toru Ishikawaは『FANFARE』『HANA_花』『T-Shirt』作詞を手がけている。
  - STAINBOYS(Room01)は『Brighter』『ONE(INI Ver.)』『Mirror』『SPECTRA』『T-Shirt』作曲を手がけている。
  - Andreas Ohrnは『STRIDE』『SPECTRA』『T-Shirt』作曲を手がけている。
3. 3D (02:40)[13]
  - 作詞：hAck-Ø、Daiki Inuzuka、Mayu Wakisaka、FLAME、JQ
  - 作曲：Jung Hohyun(e.one)、Miles Barker、CHAKUN(VILLAINX)、SANUL(VILLAINX)、Hautboi Rich
  - 編曲：Jung Hohyun(e.one)
  - 振付：
  - Jung Hohyun(e.one)は『INItialize』作曲を手がけている。
  - Miles Barkerは『DILEMMA』『FANFARE』作曲を手がけている。
4. I'm a Dreamer (03:13)
  - 作詞：FENGFAN、Daiki Inuzuka
  - 作曲：Ludwig Lindell、Rico Greene、Andreas Oberg
  - 編曲：Ludwig Lindell
  - 振付：
  - FENGFANはINIのメンバー・許豊凡。今作が作詞初挑戦である。
  - Andreas Obergは『SPECTRA』『TAG』作曲を手がけている。

### FRAME IN ver.
DVD
1. Break THE FRAME Trip 01

### OVER THE FRAME ver.
DVD
1. Break THE FRAME Trip 02

## チャート成績
日本レコード協会
- 自身初のミリオン認定を達成[1]。

オリコンチャート
- オリコンデイリーシングルランキング（2024年6月26日・6月27日・6月28日・6月29日・6月30日付）で1位。

| 日付             | 順位 | 推定売上枚数 | 出典    |
| ---------------- | ---- | ------------ | ------- |
| 2024年06月25日付 | 2位  | 464,803枚    | [14]    |
| 2024年06月26日付 | 1位  | 071,408枚    | [3][15] |
| 2024年06月27日付 | 1位  | 031,340枚    | [16]    |
| 2024年06月28日付 | 1位  | 038,651枚    | [17]    |
| 2024年06月29日付 | 1位  | 034,617枚    | [18]    |
| 2024年06月30日付 | 1位  | 032,048枚    | [19]    |
- オリコン週間シングルランキング（2024年7月8日付）で1位。初週売上は67.3万枚。INIの同ランキング1位獲得は、デビューシングル「A（Rocketeer／Brighter）」から6作連続通算6作目、また、自身通算3作目となる50万枚超えを記録。さらに「I（CALL 119／We Are）」での初週売上58.1万枚を上回り自己最高記録となり、さらにデビュー（1st）シングルから6作連続初週売上30万枚超えであり、これは男性アーティストではなにわ男子に続き、史上5組目の達成となった。

| 日付             | 順位 | 推定売上枚数 | 累計売上枚数 | 出典    |
| ---------------- | ---- | ------------ | ------------ | ------- |
| 2024年07月08日付 | 01位 | 672,867枚    | 672,867枚    | [2][20] |
| 2024年07月15日付 | 03位 | 018,401枚    | 691,268枚    | [21]    |
| 2024年07月22日付 | 34位 | 01,121枚     | 692,389枚    | [22]    |
| 2024年07月29日付 | 23位 | 01,675枚     | 694,064枚    | [23]    |
| 2024年08月05日付 | 44位 | 0,949枚      | 695,103枚    | [24]    |
- オリコン週間デジタルシングル（単曲）ランキング（2024年7月8日付）で『LOUD』が最高順位1位。

| 日付             | 順位 | 週間ダウンロード数 | 累計ダウンロード数 | 出典 |
| ---------------- | ---- | ------------------ | ------------------ | ---- |
| 2021年07月08日付 | 01位 | 37,588DL           | 38,620DL           | [7]  |
- オリコン週間合算シングルランキング（2024年7月8日付）で1位。CDで67万2867PT、デジタルシングル（単曲）で1万5885PT、デジタルシングル（バンドル）で8791PT、ストリーミング：3万1911PTを獲得。週間ポイントは、週間72万9454PTで、2022年5月2日付で記録した「I（CALL 119／We Are）」の63万485PTを上回り、自己最高を記録。

| 日付             | 順位 | 換算売上ポイント | 累計ポイント | 出典    |
| ---------------- | ---- | ---------------- | ------------ | ------- |
| 2024年07月08日付 | 01位 | 729,454pt        | 742,660pt    | [4][25] |
| 2024年07月15日付 | 04位 | 045,445pt        | 788,105pt    | [26]    |
| 2024年07月22日付 | 30位 | 013,909pt        | 802,014pt    | [27]    |
| 2024年07月29日付 | 44位 | 011,084pt        | 813,098pt    | [28]    |

Billboard JAPAN
- Billboard JAPAN ストリーミング・ソング・チャートで「LOUD」が最高9位。
- Billboard JAPAN 週間シングル・セールス・チャート「Top Singles Sales」（2024年7月3日公開）で1位。初週売上枚数は812,184枚。
- Billboard JAPANダウンロード・ソング・チャート“Download Songs”（集計期間：2024年6月24日～6月30日）では、リード曲『LOUD』が28,667ダウンロード（DL）を売り上げて最高順位1位。
- Billboard JAPAN 総合ソング・チャート「JAPAN HOT 100」で最高順位1位。CDセールス1位、ラジオ2位、ストリーミング9位、動画再生14位。